# 香川次朗
香川 次朗（かがわ じろう、1953年1月3日 - ）は、日本の実業家。関西電力副社長、関電不動産開発会長などを歴任。

## 経歴・人物
大阪府出身。1976年に神戸大学経済学部卒業、関西電力に入社。
1995年に阪神・淡路大震災が発生した際には、復旧活動に取り組んでいた。
2009年から常務を務め、2011年副社長に就任。
2018年、同会社系列グループの　関電不動産開発会長に就任、2023年6月退任、Team Energy顧問に就任